# Ерёменко, Александр Владиславович
Александр Владиславович Ерёменко (род. 13 мая 1970) — советский и российский футболист, полузащитник.
Сын футболиста Владислава Ерёменко. Бо́льшую часть карьеры провёл в команде «Торпедо» Волжский в 1986—1997 годах (1986—1991, 1994 — вторая лига, 1992—1993, 1995—1997 — первая лига). Вторую половину сезона-1997 отыграл в команде первой лиги «Лада-Тольятти-ВАЗ». В начале 1998 года провёл три матча за «Газовик-Газпром» Ижевск, после чего завершил профессиональную карьеру.
Победитель зоны «Центр» второй лиги 1994 года. Четвертьфиналист Кубка России 1992/93.
На любительском уровне играл за команды БИО Светлый Яр (2001), «Торпедо» Волжский (2006), «Динамо» Николаевск (2009—2011). Участник ветеранских турниров.